# Соревнования военных патрулей на зимних Олимпийских играх 1936
На IV зимних Олимпийских игр года соревнования военных патрулей проходили как демонстрационные. Дата проведения соревнований — 14 февраля 1936 года.

## Неофициальный медальный зачёт
| Позиция | Страна    | Золото | Серебро | Бронза | Общее число медалей |
| ------- | --------- | ------ | ------- | ------ | ------------------- |
| 1       | Италия    | 1      | 0       | 0      | 1                   |
| 2       | Финляндия | 0      | 1       | 0      | 1                   |
| 3       | Швеция    | 0      | 0       | 1      | 1                   |

## Итоги
| Медаль  | Спортсмен                                                             | Время   | Стрельба |
| Золото  | Энрико Силвестри, Луиджи Перенни, Стефано Серторелли, Систо Скилиджио | 2:28:35 |          |
| Серебро | Эйно Кувая, Олли Ремес, Калле Арантола, Олли Хуттунен                 | +0:14   |          |
| Бронза  | Гуннар Вальберг, Сет Улофссон, Юхан Викстен, Йон Вестберг             | +6:35   |          |